# Stratencircuit Qingdao
Het stratencircuit van Qingdao is een stratencircuit gelegen in Qingdao, China. Het heeft een lengte van 6,2 km en is gelegen in de kuststad Qingdao, dat precies tussen de metropolen Shanghai en Beijing in ligt. Vanaf 2012 zal er op het circuit jaarlijks een IndyCar race worden gehouden. De race voor 2012 staat gepland op 19 augustus. Het zal voor de eerste keer zijn dat de IndyCar Series naar China afreist.